# ون وول ستريت
ناطحة ون وول ستريت (بالإنجليزية: One Wall Street)‏ (كانت في الأصل مبنى Irving Trust Company، ثم مبنى بنك نيويورك بعد عام 1988، والمعروف الآن باسم مبنى BNY Mellon منذ 2007)، عبارة عن ناطحة سحاب على طراز فن الآرت ديكو في منطقة مانهاتن السفلى في مدينة نيويورك. تقع في الحي المالي في مانهاتن على زاوية وول ستريت وبرودواي. ويبلغ ارتفاعه 654 قدمًا (199 مترًا)، ترتيبه 88 كأطول مبنى في نيويورك. حتى 30 سبتمبر 2015، كانت بمثابة المقر الرئيسي العالمي لبنك نيويورك ميلون كوربوريشن. في مايو 2014، باع البنك المبنى إلى مشروع مشترك بقيادة هاري ب. ماكلو مقابل 585 مليون دولار.